# Zollamt (Kempten)

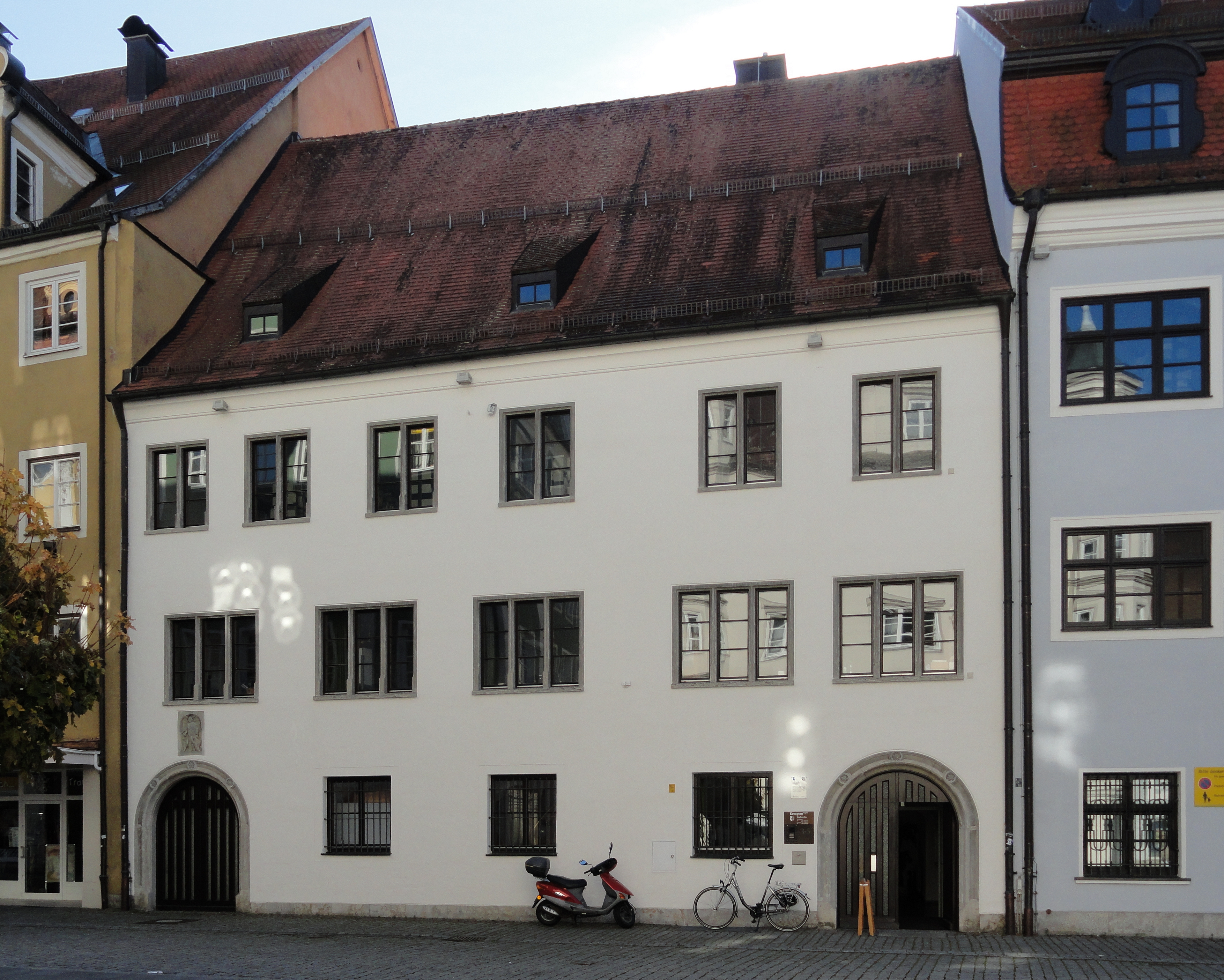
Das alte Zollamt in Kempten

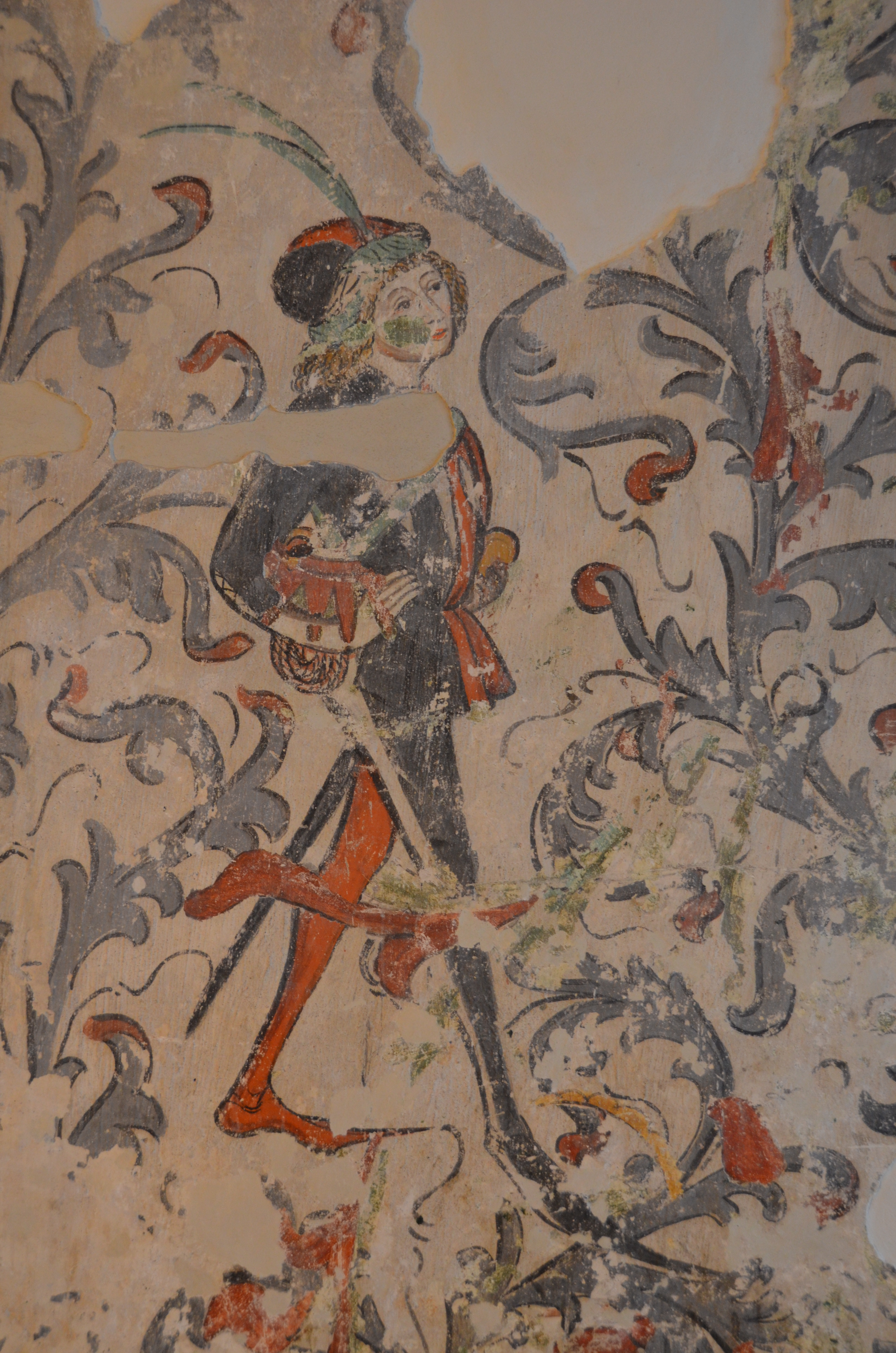
Ein Teil der Seccomalerei im zweiten Obergeschoss

Das ehemalige Zollamt ist ein im Jahr 1471 erbautes, denkmalgeschütztes Bauwerk in der ehemaligen Reichsstadt von Kempten (Allgäu). Es befindet sich am Rathausplatz (früher Marktplatz) und trägt die Hausnummer 3.
Um 1600 wurde das Gebäude verändert. Das dreigeschossige Traufseitgebäude hat steinerne Tür- und Fenstergewände und wurde 1978 erneuert. Über dem Portal im Osten befindet sich ein Sandsteinrelief mit einem Engel und zwei Wappen. Im zweiten Obergeschoss befinden sich Wandmalereien, die aus der Zeit um 1480 stammen und 1962/1977 freigelegt wurden. Die Malereien zeigen dichtes Rankenwerk mit höfischen Darstellungen und Jagdszenen.
Heute befindet sich im alten Zollamt das Stadtarchiv der Stadt Kempten. Nebenan steht das Neubronner Haus.